# Out of the Blue
Out of the Blue är ett musikalbum av Electric Light Orchestra, utgivet 1977 på skivbolaget Jet Records. Albumet gavs ut som en dubbel-LP. Jeff Lynne skrev albumets låtar under en dryg månads vistelse i Schweiz där han hyrde en stuga. Låtarna spelades sedan in i München under sommaren 1977. Albumets vinylutgåvor inkluderade förutom skivorna en affisch på gruppen, samt en pappskiva med utskurna rymdattiraljer. Den inledande låten "Turn to Stone" blev den mest framgångsrika singeln från albumet internationellt sett, men även "Sweet Talkin' Woman" och "Mr. Blue Sky" släpptes som singlar; dessa blev större hits i Storbritannien än "Turn to Stone". Albumets totala speltid är något över 70 minuter. Out of the Blue blev ett av gruppens populäraste album då det dök upp i butikerna, vilket kan ses i listplaceringarna nedan. 2007 släpptes en "30-årsjubileumsutgåva" med tre bonusspår.

## Låtlista
(Alla låtar skrivna av Jeff Lynne)
1. Turn to Stone  3:47
2. It's Over  4:08
3. Sweet Talkin' Woman  3:48
4. Across the Border  3:53
5. Night in the City  4:01
6. Starlight  4:26
7. Jungle  3:51
8. Believe Me Now  1:21
9. Steppin' Out  4:39
10. Standin' in the Rain  4:21
11. Big Wheels  5:05
12. Summer and Lightning  4:14
13. Mr. Blue Sky  5:05
14. Sweet Is the Night  3:26
15. The Whale  5:02
16. Birmingham Blues  4:23
17. Wild West Hero  4:42

Sidan 3 på dubbelalbumet, låt 10-13 i listan ovan, presenterades också som Concerto for a rainy day.

## Listplaceringar
| Lista (1977-1978) | Position              |
| ----------------- | --------------------- |
| Australien        | 3 (Kent Music Report) |
| Finland           | 2                     |
| Frankrike         | 14                    |
| Japan             | 32 (Oricon)           |
| Kanada            | 2 (RPM)               |
| Nederländerna     | 3                     |
| Norge             | 3 (VG-lista)          |
| Nya Zeeland       | 6                     |
| Storbritannien    | 4 (UK Albums Chart)   |
| Sverige           | 2 (Topplistan)        |
| USA               | 4 (Billboard 200)     |
| Västtyskland      | 6                     |